# Bálványos
Bálványos là một thị trấn thuộc hạt Somogy, Hungary. Thị trấn này có diện tích 23,69 km², dân số năm 2010 là 544 người, mật độ 23 người/km².